# أحمد علي العجمي
أحمد علي العجمي (24 فبراير 1968) هو قارئ القرآن الكريم سعودي.

## حياته ونشاته
الشيخ أحمد بن علي بن محمد آل سليمان العجمي. وُلد أحمد العجمي في (24 فبراير 1968) في مدينة الخُبر في السعودية. وهو متزوج وله ستة أبناء وهم عبد الله، عمر، فاطمة، مريم، موضي، عبد الرحمن.
- درس المرحلة الابتدائية في مدرسة المحمدية بالخُبر الجنوبي.
- درس المرحلة المتوسطة في متوسطة الزبير ابن العوام بالخُبر الجنوبية.
- درس المرحلة الثانوية في ثانوية الخبر بالخُبر (مدينة العمال).
- عام 1412هـ، حصل على شهادة البكالوريوس من قسم الشريعة في جامعة الإمام محمد بن سعود الإسلامية بمحافظة الأحساء في المنطقة الشرقية.[7]
- حصل على درجة الماجستير من جامعة لاهور الحكومية في باكستان.
- حصل على درجة الدكتوراه بتقدير ممتاز في التفسير في رسالة بعنوان (( منّة العلي القدير في شرح طرق التفسير )).[8]

## مسيرته
الشيخ أحمد العجمي هو قارئ للقران الكريم براوية حفص عن عاصم. وهو من أشهر القراء في العالم الإسلامي ويتميز بحسن الصوت وجمال التلاوة.

## وصلات خارجية
- الموقع الرسمي
- الصفحة الرسمية على موقع التواصل فيسبوك  على فيسبوك.
- قناة أحمد علي العجمي في اليوتيوب
- الحساب الرسمي على إنستغرام
- صفحته على موقع طريق الإسلام
- قائمة بأناشيد الشيخ أحمد العجمي[وصلة مكسورة]